# ポール・ビュートラック
ポール・ビュートラック（Paul Butorac、1983年11月25日 - ）は、アメリカ合衆国・テキサス州出身のプロバスケットボール選手である。ポジションはフォワード、センター。
イースタンワシントン大学卒業後の2007年、フランスのSOMBと選手契約を結びプロ選手となる。この2007-08シーズンはポーランドのスタル・オストルフ・ビエルコポルスキ、ラトビアのリエパーヤ・ラウヴァス、NBAデベロップメント・リーグのコロラド・フォーティナーズ、エストニアのタリナ・カエフでプレーした。
2008年、bjリーグの新潟アルビレックスBBに入団。2010年まで在籍し、2009-10シーズンには12月度のサークルKサンクス 月間MVPを獲得した。
2010年、この年bjリーグに参入した秋田ノーザンハピネッツに移籍。42試合に出場した。
2011年、高松ファイブアローズに移籍。2012年は横浜ビー・コルセアーズに移籍したが、12月に契約解除。
2012-13シーズン、ビュートラックは2013年1月にJBL2の豊田通商ファイティングイーグルスと契約した。
2013-14シーズン、ビュートラックは、ブルガリアのヤンボルBCと契約、2014年1月にはNBDLのTGI D-RISEに移籍した。
2014-15シーズンはNBLの和歌山トライアンズと契約し54試合に出場した。
2015-16シーズンはbjリーグの埼玉ブロンコスと契約し14試合に出場したが、11月に契約を解除した。その後メキシコのエルモシージョ・ラヨスで59試合に出場した。
2016-17シーズンはBリーグ2部の熊本ヴォルターズと契約し、レギュラーシーズン60試合全てに出場した。
2018年、秋田県のクラブチームである厚生倶楽部に加わる。

## 成績
| シーズン         | チーム     | GP | GS | MPG  | FG%  | 3P%  | FT%  | RPG  | APG | SPG | BPG | TO  | PPG  |
| ---------------- | ---------- | -- | -- | ---- | ---- | ---- | ---- | ---- | --- | --- | --- | --- | ---- |
| bjリーグ 2008-09 | 新潟       | 34 | 22 | 25.6 | .498 | .167 | .532 | 8.4  | 1.6 | 0.5 | 0.9 | 1.8 | 10.1 |
| bjリーグ 2009-10 | 新潟       | 42 | 41 | 31.0 | .557 | .000 | .564 | 9.0  | 1.3 | 0.9 | 1.0 | 3.1 | 16.0 |
| bjリーグ 2010-11 | 秋田       | 42 | 39 | 26.4 | .541 | .143 | .548 | 7.7  | 1.2 | 0.3 | 0.5 | 2.8 | 14.4 |
| bjリーグ 2011-12 | 高松       | 44 | 43 | 33.3 | .423 | .233 | .644 | 8.0  | 1.4 | 0.4 | 0.4 | 3.5 | 17.3 |
| bjリーグ 2012-13 | 横浜       | 14 |    | 19.3 | .520 | .409 | .679 | 4.6  | 0.5 | 0.1 | 0.4 | 1.8 | 10.5 |
| JBL2 2012-13     | 豊田通商   |    |    |      |      |      |      |      |     |     |     |     |      |
| NBDL 2013-14     | TGI D-RISE | 16 |    | 28.3 | .557 | .286 | .639 | 11.0 | 1.9 | 0.6 | 0.8 | 3.3 | 16.6 |
| NBL 2014-15      | 和歌山     | 53 | 37 | 29.1 | .418 | .279 | .643 | 7.4  | 1.7 | 0.5 | 0.5 | 2.9 | 15.0 |
| bjリーグ 2015-16 | 埼玉       | 14 | 7  | 20.7 | .436 | .279 | .652 | 6.8  | 1.4 | 0.4 | 0.9 | 1.4 | 10.6 |
| 2016-17          | 熊本       | 60 |    | 14.8 | .487 | .267 | .656 | 3.8  | 0.9 | 0.3 | 0.8 | 0.9 | 14.8 |